# Nélio dos Santos Pereira
Nélio dos Santos Pereira, conosciuto semplicemente come Nélio (Rio de Janeiro, 8 dicembre 1943), è un ex calciatore brasiliano, di ruolo attaccante e centrocampista.

## Carriera

### Club
Dal 1963 al 1967 fu nella rosa del Fluminense, in cui fu relegato spesso in panchina. Durante la sua militanza la Flu vinse un Campionato Carioca.
Nel 1967 venne ingaggiato dagli statunitensi del Baltimore Bays, con cui dopo aver vinto la Eastern Division della NPSL, raggiunge la finale della competizione, poi persa contro gli Oakland Clippers.

### Nazionale
Dopo aver partecipato al Torneo Pre-Olimpico CONMEBOL 1964, fu tra i selezionati per partecipare al torneo calcistico dei Giochi della XVIII Olimpiade, senza però mai giocare.

### Cronologia presenze e reti in nazionale
| Cronologia completa delle presenze e delle reti in nazionale ― Brasile olimpica | Cronologia completa delle presenze e delle reti in nazionale ― Brasile olimpica | Cronologia completa delle presenze e delle reti in nazionale ― Brasile olimpica | Cronologia completa delle presenze e delle reti in nazionale ― Brasile olimpica | Cronologia completa delle presenze e delle reti in nazionale ― Brasile olimpica | Cronologia completa delle presenze e delle reti in nazionale ― Brasile olimpica | Cronologia completa delle presenze e delle reti in nazionale ― Brasile olimpica | Cronologia completa delle presenze e delle reti in nazionale ― Brasile olimpica |
| Data                                                                            | Città                                                                           | In casa                                                                         | Risultato                                                                       | Ospiti                                                                          | Competizione                                                                    | Reti                                                                            | Note                                                                            |
| ------------------------------------------------------------------------------- | ------------------------------------------------------------------------------- | ------------------------------------------------------------------------------- | ------------------------------------------------------------------------------- | ------------------------------------------------------------------------------- | ------------------------------------------------------------------------------- | ------------------------------------------------------------------------------- | ------------------------------------------------------------------------------- |
| 12-5-1964                                                                       | Lima                                                                            | Brasile olimpica                                                                | 2 – 0                                                                           | Cile olimpica                                                                   | Torneo Pre-Olimpico CONMEBOL 1964                                               | -                                                                               |                                                                                 |
| 14-5-1964                                                                       | Lima                                                                            | Brasile olimpica                                                                | 1 – 1                                                                           | Colombia olimpica                                                               | Torneo Pre-Olimpico CONMEBOL 1964                                               | -                                                                               |                                                                                 |
| 18-5-1964                                                                       | Lima                                                                            | Brasile olimpica                                                                | 3 – 1                                                                           | Ecuador olimpica                                                                | Torneo Pre-Olimpico CONMEBOL 1964                                               | 1                                                                               |                                                                                 |
| 7-9-1964                                                                        | Rio de Janeiro                                                                  | Brasile olimpica                                                                | 3 – 0                                                                           | Argentina olimpica                                                              | Amichevole                                                                      | -                                                                               | Ingresso                                                                        |
| Totale                                                                          |                                                                                 | Presenze                                                                        | 4                                                                               |                                                                                 | Reti                                                                            | 1                                                                               |                                                                                 |

## Palmarès
- Campionato Carioca: 1

Fluminense: 1964